# Novo Aripuanã
Novo Aripuanã est une municipalité brésilienne de l'État d'Amazonas dans la microrégion du Madeira.